# Bergstraße 29a (Eilenburg)
Das Gebäude Bergstraße 29a ist ein denkmalgeschütztes Wohn- und Geschäftshaus in Eilenburg. Das 1903 errichtete Haus ist als Beispiel spätgründerzeitlicher Wohnbebauung mit seiner anspruchsvollen Fassadenarchitektur und seiner baugeschichtlichen Bedeutung ein eingetragenes Kulturdenkmal in der Denkmalliste des Landesamtes für Denkmalpflege Sachsen.

## Lage
Das Wohn- und Geschäftshaus liegt im Westen der Stadt Eilenburg im Stadtteil Berg und gehört zur nördlichen Straßenrandbebauung der Bergstraße. Das Umfeld ist geprägt von Wohn- und Geschäftshäusern, teils mit noch vorstädtischem Charakter, teils mit städtischer Überprägung in der Gründerzeit. In direkter Nachbarschaft liegt der ehemalige Gasthof Zum Rautenkranz in der Bergstraße 28. Im östlichen Verlauf der Bergstraße Richtung Stadtmitte befanden bzw. befinden sich mit der Bergstraße 23 und 18 weitere weitgehend original erhaltene Gründerzeithäuser aus etwas früherer Zeit. Weiter westlich liegen der Ehrenfriedhof und der Bergfriedhof.

## Geschichte
Das Eilenburger Adressbuch von 1888 weist unter der Anschrift Bergstraße 29 den Landwirt („Oeconom“) Eduard Frenkel als Hausbesitzer aus. 1894 wird als solcher der Landwirt Franz Lehmann genannt. Im Adressbuch 1898 erscheint neben der Hausnummer 29 erstmals die Anschrift Bergstraße 29a, was auf eine Parzellierung des Grundstücks schließen lässt. Bei dem ausgewiesenen Eigentümer Schulze handelt es sich um den Materialwarenhändler Paul Schulze, der zu der Zeit ein Geschäft in der gegenüberliegenden Bergstraße 53a betrieb. Als Bauherr des 1903 neu errichteten Wohn- und Geschäftshauses fungierte wohl dieser Kaufmann, jedenfalls zeigt die Giebelspitze heute noch neben der Jahreszahl die Initialen P. S. 1910 wird wiederum als Eigentümer für die Bergstraße 29 Paul Schulze mit seiner Kolonial- und Materialwarenhandlung und für die 29a der Landwirt Franz Lehmann genannt. Noch 1930 wird Paul Schulze, nun als Rentner, als Hauseigentümer geführt. In den 1990er-Jahren befand sich hier die kurzlebige Bar Mountain Play, deren Leuchtreklame heute noch am Gebäude angebracht ist. Seit 2020 wird das Ladengeschäft von einem Tattoostudio genutzt, das sich in Anlehnung an die Reklame ebendiesen Namen gegeben hat.

## Baubeschreibung
Das Gebäude Bergstraße 29a ist ein zweigeschossiges unterkellertes Wohn- und Geschäftshaus in ehemals offener, heute halboffener Bebauung. Die zur Straße gerichtete Klinkerfassade weist eine regelmäßige sechsachsige Fassadengliederung auf. Die strenge Symmetrie wird nur durch den Ladeneinbau in der östlichen Gebäudehälfte gebrochen. Der zentrale breite Mittelrisalit reicht über vier Achsen. Er wird eingefasst von aufgeputzter Eckquaderung. Ein profiliertes Gurtgesims sowie Sohlbankgesimse gliedern die Fassade horizontal. Ein Konsoltraufgesims stellt den Abschluss zum Satteldach dar. Die Fenstergewände sind auffallend plastisch gestaltet. Die Fenster sind im ersten Obergeschoss außen sowie im Mittelrisalit oben mit Dreiecksgiebeln verdacht, in denen plastische Engelsköpfe eingearbeitet sind. Im Giebel des Risalits befindet sich ein zentrales Ochsenaugenfenster. Die Giebelspitze trägt die Initialen des Bauherrn P. S. sowie die Jahreszahl 1903. Die Fenster sind Neueinbauten als historisierende Galgenfenster. Westlich befindet sich die Hofeinfahrt, wo sich ein Anbau und der Zugang zum Wohnhaus befinden.